# Pàvel Gússev
Pàvel Nikolàievitx Gússev (Moscou, 4 d'abril de 1949) és un periodista i personatge públic rus, editor en cap del diari Moskovski Komsomólets des de 1983. És professor de periodisme a la Universitat Internacional de Moscou, cap de la Unió de Periodistes de Moscou i membre del Consell Presidencial de la Federació Russa per al Desenvolupament de la Societat Civil i els Drets Humans.
Gússev es va graduar el 1971 a la Universitat Estatal de Prospecció Geològica de Rússia, de la que entre 1971 i 1975 en va ser investigador associat. L'1985 es va graduar en literatura a l'Institut de Literatura Maksim Gorki. Va estar involucrat en l'organització juvenil comunista Komsomol des de 1975 fins a 1983. Hi va servir com a Segon Secretari de la branca del districte Krasnopresnenski de 1975 a 1976, i com a Secretari de 1976 a 1980. Va treballar en el departament internacional del Comitè Central de Komsomol fins a 1983, quan es va unir al diari Moskovski Komsomólets, del que fins aleshores n'ha estat editor.